# Национални савет русинске националне мањине
Национални савет русинске националне мањине (НСРНМ, рсн. Национални совит рускей националней меншини) је национални савет који заступа русинску  националну мањину у Србији. Основан је 2002. године, са седиштем у Руском Крстуру. Садашњи сазив, који броји деветнаест чланова, изабран је 2022. године, а председник је Јоаким Рац.

## Делатност
Предуслови за оснивање националних савета, као посебних представничких органа мањинске самоуправе, створени су 2002. године, након усвајања нових законских решења у тадашњој Савезној Републици Југославији. Прва електорска скупштина Националног савета русинске националне мањине одржана је 2. новембра 2002. године у Руском Крстуру, а други сазив је изабран 30. октобра 2004. године.
Након уставне трансформације СРЈ (2003) и каснијег распада Државне заједнице Србије и Црне Горе (2006), Република Србија је преузела сва овлашћења и обавезе у области остваривања и заштите мањинских права. Доношењем новог Устава Србије (2006), мањински национални савети су дефинисани као уставна категорија (75. члан).
Заједничком одлуком НСРНМ и надлежних органа Аутономне Покрајине Војводине, која је донета 2008. године, основан је Завод за културу војвођанских Русина (рсн. Завод за културу войводянских Руснацох). Иако је оснивачком одлуком (члан. 2) било прописано да ће седиште завода бити у Руском Крстуру, поједини чиниоци су недуго по оснивању почели да заговарају идеју о Новом Саду као прикладнијем седишту. Та замисао је током времена преовладала и међу члановима НСРНМ, тако да је крајем 2011. године у сарадњи са надлежним покрајинским властима извршена измена оснивачког акта, чиме је као седиште завода озваничен Нови Сад.
Након доношења новог Закона о националним саветима националних мањина (72/2009-221), изабран је нови сазив НСРНМ, који је 31. јула 2010. године на заседању у Госпођинцима усвојио Статут НСРНМ. Након законских измена (55/2014-3), новоизабрани сазив НСРНМ је 6. децембра 2014. године на заседању у Новом Саду усвојио нови Статут НСРНМ. Пошто је касније дошло до додатних законских промена (47/2018-17), нови сазив НСРНМ је 14. децембра 2018. године на заседању у Руском Крстуру усвојио садашњи Статут НСРНМ.
Као највиши орган русинског народа у Србији, НСРНМ је својим статутом из 2010. године прописао (члан 6.), а потом и потврдио (2014. и 2018. године), да званични назив НСРНМ на енглеском језику гласи, дословно: National Council of the Rusyn National Minority. Том статутарном одредбом, енглески назив за русинску националну мањину (енгл. Rusyn National Minority) дефинисан је путем употребе међународно признатог (ISO) термина за русински народ (енгл. Rusyns).

## Однос према верској равноправности
Према резултатима пописа становништва из 2011. године, од укупног броја Русина у Србији, чак 94,91% припада хришћанским вероисповестима, од чега су 75,43% католици, 18,53% православци, 0,70% протестанти и 0,03% припадници осталих хришћанских заједница. Та размера је остала потпуно непромењена у односу на претходни попис становништва из 2002. године, који је међу Руснима у Србији такође забележио 75% католика и 18% православаца.
Насупрот томе, на званичном сајту НСРНМ, садржаји о верском животу Русина у Србији посвећени су искључиво гркокатоличким Русинима, док се постојање православних Русина, који чине скоро петину заједнице, уопште не помиње. Исти пропуст је учињен и на страницама које су посвећене историји Русина у Србији, где се такође помињу само гркокатолички Русини.
Приликом доношења одлуке о избору историјског датума који ће бити прослављан као национални празник Русина у Србији, чланови другог сазива НСРНМ су се 2007. године определили за 17. јануар, као дан када је 1751. године потписан уговор о досељавању две стотине русинских породица у тадашњи Велики Крстур, који је касније, управо по Русинима, прозван Руски Крстур. Међутим, тај уговор је садржао и рестриктивну одредбу којом се насељавање дозвољава само гркокатолицима. Иако је та одредба током историје употребљавана за верску дискриминацију православаца и њихово протеривање из поменутог места, НСРНМ се у априлу 2007. године определио за избор управо тог датума, који никада раније није био обележаван нити званично прослављан као дан Русина. Пошто рестриктивне одредбе поменутог уговора из 1751. године нису у складу са савременим начелима верске толеранције и равноправности, тај аспект изабраног датума се не помиње на званичном сајту НСРНМ, нити у јавним иступањима представника НСРНМ.
Несналажење по питању верске равноправности дошло је до пуног изражаја приликом израде информатора под називом Русини у Србији (рсн. Руснаци у Сербиї), који је од стране НСРНМ конципиран као публикација која ће русинску заједницу у Србији путем упоредних издања на русинском, српском и енглеском језику представити домаћој и страној јавности. Иако је доживео два издања (2009, 2011), поменути информатор је у целини био посвећен историјској, културној и верској баштини гркокатоличких Русина, док постојање православних Русина није било поменуто ни једном речју, чак ни као статистички податак.
Сличне тенденције су се манифестовале и приликом израде Националне стратегије развоја русинске заједнице у Србији, која је усвојена крајем 2012. године од стране трећег сазива НСРНМ. Уместо фокусирања на дефинисање русинске националне посебности, за шта се залагао проф. др Михајло Фејса, чланови НСРНМ су одлучили да идентитетска питања повежу са верском припадношћу, уз примену специфичног и надасве селективног приступа, који је дошао до посебног изражаја управо у области пројектовања будуће сарадње са појединим верским заједницама. Селективни приступ се огледао у изричитом дефинисању сарадње искључиво са Гркокатоличком црквом, уз потпуно изостављање било каквог помена сарадње са православним установама, чиме су у неравноправан положај доведени православни Русини, који чине скоро петину русинске заједнице у Србији.
Поред тога, у коначни текст Националне стратегије је без икаквог образложења или позивања на конкретне чињенице уметнута теза о наводној асимилацији Русина међу православним Србима, што је било у потпуној супротности са резултатима свих претходних пописа становништва, који су сведочили да православни Русини чувају своју народност подједнако као и њихови гркокатолички сународници. Иако је теза о асимилацији била изречена у историјском контексту, из селективног наратива је изостављен помен чувене представке русинских првака из 1848. године, који су колективно протествовали против асимилације која је вршена под окриљем тадашњих гркокатоличких, а не православних установа. Теза о асимилацији Русина међу православним Србима преузета је директно из радова про-украјинског историчара, проф. др Јанка Рамача, који је био један од редактора Националне стратегије.
Током 2020. године, под окриљем садашњег сазива НСРНМ започете су консултације о изради нове стратегије развоја русинске заједнице у Србији, за наредни седмогодишњи период, чиме је створен простор за редефинисање досадашњег селективног приступа, који је био заснован на фаворизовању већинског (гркокатоличког) и занемаривању мањинског (православног) дела русинске заједнице.

## Групе чланова националног савета
Актуелни састав националног савета који је конституисан 2022. године.
| Расподела мандата по групама | Расподела мандата по групама          | Места |
| ---------------------------- | ------------------------------------- | ----- |
| Укупан број чланова          | Укупан број чланова                   | 19    |
|                              | „Русини заједно“                      | 10    |
|                              | „Заједно за Војводину – Олена Папуга“ | 2     |
|                              | „Русинска будућност“                  | 2     |
|                              | „За Русине – Жељко Ковач“             | 2     |
|                              | „Матица русинска за Русине“           | 3     |